# Cryogorgia
Cryogorgia is een geslacht van neteldieren uit de klasse van de Anthozoa (bloemdieren).

## Soort
- Cryogorgia koolsae Williams, 2005